# アニメ・マンガまつり in 埼玉
アニメ・マンガまつり in 埼玉（アニメ・マンガまつり イン さいたま）は、埼玉県さいたま市にて2013年から2022年まで開催されていた漫画・アニメ関連のイベントである。通称は「アニ玉祭」（アニたまさい）。運営上の都合により、2023年より開催が休止となっている。

## 概要
メイン会場である大宮ソニックシティの開業25周年記念事業の一環として、また、埼玉県内の各地が漫画・アニメ作品の舞台として多く登場し、これらの地に訪れる聖地巡礼者が多い事に着目した、埼玉県観光課など地元関係者が観光活性化を狙って2009年から企画を練り、2013年に第1回が開催された。
第2回となる2014年からは地元・埼玉県と言う括りを外して「アニメと観光」をテーマに掲げての開催を目指すこととなり、第4回以降から正式なテーマとして開催されるようになった。このため、新潟市での「がたふぇす」や京都市での「京都国際マンガ・アニメフェア」との連携も行っている。
2023年は運営上の都合により開催が見送られ、武蔵野銀行本社ビルで開催された「アニ玉祭企画展＠M's SQUARE」での展示のみに留まった。2024年についても開催が見送られている。
主催者側としてはイベント自体だけでなく、所謂「聖地」となった地が継続的に盛り上がれるかどうかや、そのインフラ造りなどを今後の課題として挙げている。
第2回のみ入場有料（600円）であった。第2回まで2日間の開催であったが、第3回以降は1日のみの開催となった。第5回では平成29年台風第21号の影響により屋外のイベント・ブースはすべて中止となった。

## 開催データ
| 回数   | 開催日               | 来場者数                | 出展者数 |
| ------ | -------------------- | ----------------------- | -------- |
| 第1回  | 2013年10月19日・20日 | 約60,000人              |          |
| 第2回  | 2014年10月11日・12日 | 約63,000人              |          |
| 第3回  | 2015年10月17日       | 約32,000人              |          |
| 第4回  | 2016年10月9日        | 約34,000人              |          |
| 第5回  | 2017年10月22日       | 約10,500人              |          |
| 第6回  | 2018年10月14日       | 約31,500人              |          |
| 第7回  | 2019年10月14日       | 27,032人                |          |
| 第8回  | 2020年10月18日       | オンライン開催のため0人 |          |
| 第9回  | 2021年10月24日       | オンライン開催のため0人 |          |
| 第10回 | 2022年10月22日       |                         |          |